# Samuele Romanini
Samuele Romanini (ur. 22 września 1976 w San Secondo Parmense) – włoski bobsleista, dwukrotny medalista mistrzostw świata.

## Kariera
Największy sukces w karierze osiągnął w 2007 roku, kiedy wspólnie z Simone Bertazzo wywalczył brązowy medal w dwójkach podczas mistrzostw świata w Sankt Moritz. Był to jednak jego jedyny medal wywalczony na międzynarodowej imprezie tej rangi. W tej samej konkurencji wywalczył także brązowy medal na mistrzostwach Europy w Cesanie w 2008 roku. W 2006 roku wystąpił na igrzyskach olimpijskich w Turynie, zajmując trzynaste miejsce w dwójkach i dwunaste w czwórkach. Startował również na dwóch kolejnych edycjach tej imprezy, zajmując między innymi dziewiąte miejsce w czwórkach podczas igrzysk w Vancouver w 2010 roku.